# Conioscinella angulicornis
Conioscinella angulicornis är en tvåvingeart som beskrevs av Oswald Duda 1936. Conioscinella angulicornis ingår i släktet Conioscinella och familjen fritflugor. Inga underarter finns listade i Catalogue of Life.